# Madison Leisle
Madison Leisle (nacida el 2 de junio de 1999) es una actriz estadounidense. Es famosa por su papel de Julia Miller en Ghost Whisperer y como Lisa en Grey's Anatomy. Tiene dos hermanos, también actores, Austin Leisle y Parker Contreras.

## Carrera
Leisle debutó en la serie de televisión The Studio, donde interpretó a la versión de 4 años de edad de Heather Falls, interpretada en la edad adulta por Kelly Overton. En 2005, apareció en un especial de televisión, Comedy Central's Last Laugh '05. Leisle tuvo un papel en el cortometraje, Shades of Grey y la película para televisión Love's Abiding Joy en 2006. En 2007, interpretó a Lisa en dos episodios deGrey's Anatomy  y en 2009 apareció en las series de televisión The Mentalist y Ghost Whisperer en 2009. En 2010, se la vio en el cortometraje A Fire in a Dovecot y la película Kill Katie Malone. Actúa en la serie de televisión estadounidense Are You Smarter Than a 5th Grader? después de unirse a la clase en septiembre de 2010.

## Filmografía

### Televisión
| Año  | Serie                              | Papel                           |
| ---- | ---------------------------------- | ------------------------------- |
| 2005 | The Studio                         | Heather Falls (a los 4 años)    |
| 2005 | Comedy Central’s Last Laugh        | Niña del coro                   |
| 2006 | Love's Abiding Joy                 | Annie                           |
| 2007 | Grey's Anatomy                     | Lisa                            |
| 2009 | Nickelodeon Kids' Choice Awards    | Bailarina de las Pussycat Dolls |
| 2009 | Ghost Whisperer                    | Julia Miller                    |
| 2009 | The Mentalist                      | Emily Derask                    |
| 2010 | Are You Smarter Than a 5th Grader? | Ella misma                      |
| 2010 | Criminal Minds                     | Heather Jacobs                  |
| 2011 | Love Bites                         | Emma Lerner                     |
| 2011 | Desperate Housewives               | Niña                            |

### Cine
| Año  | Película            | Papel             |
| ---- | ------------------- | ----------------- |
| 2006 | With                | Robin Kerr        |
| 2006 | Shades of Grey      | Chelsea           |
| 2008 | Maro                | Niña del carnaval |
| 2009 | The City of Lights  | Jade              |
| 2009 | Broken              | Anna Dodge        |
| 2010 | A Fire in a Dovecot | Tarah             |
| 2010 | The Codex Gigas     | Chloe de niña     |
| 2010 | Kill Katie Malone   | Niña              |
| 2011 | A Thousand Words    | Voz Adicional     |
| 2011 | Free Samples        | Anna              |
| 2014 | Inherent Vice       | Goldfang          |

## Premios y nominaciones
| Premio             | Año  | Categoría                                                        | Resultado | Papel                           |
| ------------------ | ---- | ---------------------------------------------------------------- | --------- | ------------------------------- |
| Young Artist Award | 2010 | Mejor Actuación en un cortometraje - Actriz Joven                | Ganó      | Jade en The City of Lights      |
| Young Artist Award | 2010 | Mejor Actuación en una Serie de TV - actriz joven recurrente     | Nominada  | Julia Miller en Ghost Whisperer |
| Young Artist Award | 2011 | Mejor Actuación en una Serie de TV - Actriz joven Invitada 11-15 | Pendiente | Heather en Criminal Minds       |

- Datos: Q439972